# Leather Goddesses of Phobos
Leather Goddesses of Phobos (deutsch: Ledergöttinnen vom Phobos) ist ein Textadventure der Firma Infocom, das 1986 gleichzeitig für verschiedene Hardware-Plattformen veröffentlicht wurde, und gehörte zu den fünf meistverkauften Titeln in der Geschichte der Firma. Es war Infocoms einziges Spiel mit einem sexbezogenen Thema.

## Handlung
Die Handlung beginnt 1936 in Ohio und ist im Stil einer US-amerikanischen Science-Fiction-Serie dieser Zeit gehalten. Die Ledergöttinnen vom Mond Phobos sind im Begriff, eine Invasion der Erde zu starten und die Menschheit zu versklaven. Zunächst entführen sie einige Erdenbürger als Versuchskaninchen, so auch den Spieler. Dessen Aufgabe ist es, die Invasion zu verhindern. Ein Mitgefangener verrät dem Spieler Pläne für eine Maschine, die die Ledergöttinnen stoppen würde. Im Verlauf des Spiels sucht der Spieler nach den weit verstreuten Einzelteilen dieser Maschine.

## Spielprinzip und Technik
Das Niveau der Anzüglichkeiten ließ sich in drei Stufen zwischen „zahm“, „andeutend“ und „lüstern“ einstellen. Der eigentliche Spielablauf wird hierdurch nicht verändert, allerdings ändert sich der Erzählstil maßgeblich. Das Spiel enthielt darüber hinaus eine Cheftaste, sodass auf Tastendruck eine Tabellenkalkulation simuliert wurde. Zu Beginn des Spieles wird der Spieler dazu gezwungen, sein Geschlecht auszuwählen. Hierdurch wird auch der Sidekick definiert: Ist der Spieler ein Mann, trifft er später den eher einfältigen Trent, anderenfalls trifft man auf die leicht verwirrte Tiffany. Da es je nach Geschlechtswahl Unterschiede im Spielverlauf gibt, hat das Spiel einen gewissen Wiederspielwert – falls man dann den jeweils nicht vorhandenen Sidekick referenziert, antwortet das Spiel mit „Offensichtlich hast Du das Spiel sowohl als Mann und Frau gespielt“, gefolgt von einem Monty-Python-Zitat.

## Produktionsnotizen
Leather Goddesses of Phobos entstand aus einem firmeninternen Scherz bei Infocom: Autor Steve Meretzky, der bereits die humoristischen Spiele Planetfall und The Hitchhiker’s Guide to the Galaxy geschrieben hatte, schmuggelte den Titel bei Strategiebesprechungen wiederholt auf die Liste von in Arbeit befindlichen Projekten. Schließlich beauftragte ihn die Geschäftsführung, ein Spiel zum Titel zu entwerfen.
Das Spiel wurde ohne technischen Kopierschutz ausgeliefert, aber wie viele andere Infocom-Titel enthielt es Aufgaben, welche ohne die der Verpackung beigelegten Hinweise nicht lösbar waren. Leather Goddesses enthielt folgende Beilagen:
- Eine Smell-o-Vision-Karte mit sieben Rubbelfeldern, die verschiedene Gerüche (Pizza, Schokolade) freigaben und Objekten im Spiel zugeordnet waren.
- The Adventures of Lane Mastodon, ein 3D-Comic mit Hinweisen zum Spielverlauf
- Eine 3D-Brille (für den Comic)
- Einen Plan der Katakomben

1988 erschien im Rahmen der Infocomics, einer von Infocom produzierten Reihe interaktiver Computer-Comics, der Titel Lane Mastodon vs. the Blubbermen, in dem die Titelfigur des Leather Goddesses beigelegten Comics die Hauptrolle spielt.
1992 wurde die Fortsetzung Leather Goddesses of Phobos 2 (Untertitel: Gas Pump Girls Meet the Pulsating Inconvenience from Planet X), ein Point-and-Click Grafikadventure für MS-DOS veröffentlicht, die weniger Erfolg hatte. Hauptentwickler war ebenfalls Steve Meretzky, als Publisher fungierte Activision. Das Spiel wurde auf 19 3,5"-Disketten ausgeliefert und verfügte über eine deutsche Text- und Sprachausgabe. Durch die Auswahl eines von drei Protagonisten konnte die Geschichte aus verschiedenen Perspektiven gespielt werden. In der Schlusssequenz wurde ein dritter Teil in Aussicht gestellt, der jedoch nie verwirklicht wurde.

## Rezeption
Die ASM bezeichnete Leather Goddesses of Phobos als das „unverschämteste und zugleich humorigste“ Spiel der Firma Infocom und den Spielablauf als „merkwürdige, freche und sehr, sehr lustige Reise“. Das Magazin hob das „hervorragende Vokabular“ des Parsers besonders hervor. Der Amiga Joker bezeichnete Leather Goddesses als „eines der raren Meisterwerke auf dem Gebiet der abenteuerlichen Erotik“. Gelobt wurden eine „aberwitzige Handlung“, phantasievolle Raumbeschreibungen und witzige Beilagen. Auch Boris Schneider lobte im 64’er-Magazin Leather Goddesses of Phobos als „irrsinnig witziges, einfallsreiches und kniffliges Infocom-Spiel, das jedem englischsprachigen Adventure-Liebhaber ans Herz gelegt werden kann“. Schneider testete das Spiel auch für die Happy Computer und bezeichnete es dort als „größten Spaß, seit es Adventures gibt“. Redaktionskollege Heinrich Lenhardt erging sich ebenfalls in Superlativen („ultimativ“, „unwiderstehlich“), gab aber zu bedenken, dass man über solide Englischkenntnisse verfügen und dem Genre gegenüber aufgeschlossen sein müsse.
Das britische Magazin Commodore User bezeichnete das Spiel als „urkomischen Trip durch’s Weltall“ und „hervorragendes Adventure für Erwachsene“ und kritisierte lediglich den hohen Einzelhandelspreis des Spiels, der allerdings den Vorteil biete, dass Minderjährige, für die das Spiel nicht geeignet sei, es sich mutmaßlich gar nicht leisten könnten.
Nick Montfort, Professor für Digitale Medien am Massachusetts Institute of Technology, bezeichnete Leather Goddesses 2003 retrospektiv als „derbe Space Opera“. Er kritisierte, dass die Wahl des Geschlechts im Spiel lediglich kosmetischer Natur sei; sämtliche Rätsel seien für alle Spieler gleich. Zudem könne der Spieler nur sein Geschlecht, nicht aber seine Sexualität definieren. Die Bedeutungslosigkeit des Spielergeschlechts sei aber auch in anderen Adventures und Spielegenres die Regel.